# 易健卿
易健卿（1964年－），又稱何太，前任香港大埔區區議員，是民主黨成員。
她之前一直是前區議員張榮輝的助理。後來張榮輝不再連任，她被視為張榮輝的接班人。2003年區議會選舉，他在富亨選區以1,590票，分別擊敗得到1,462票的王秋北，和得到765票的袁潔貞，首次成為區議員。
在2007年的區議會選舉，易女士以健康理由不再競逐連任。在泛民的協調機制下，公民黨派出伍展邦競逐富亨選區。

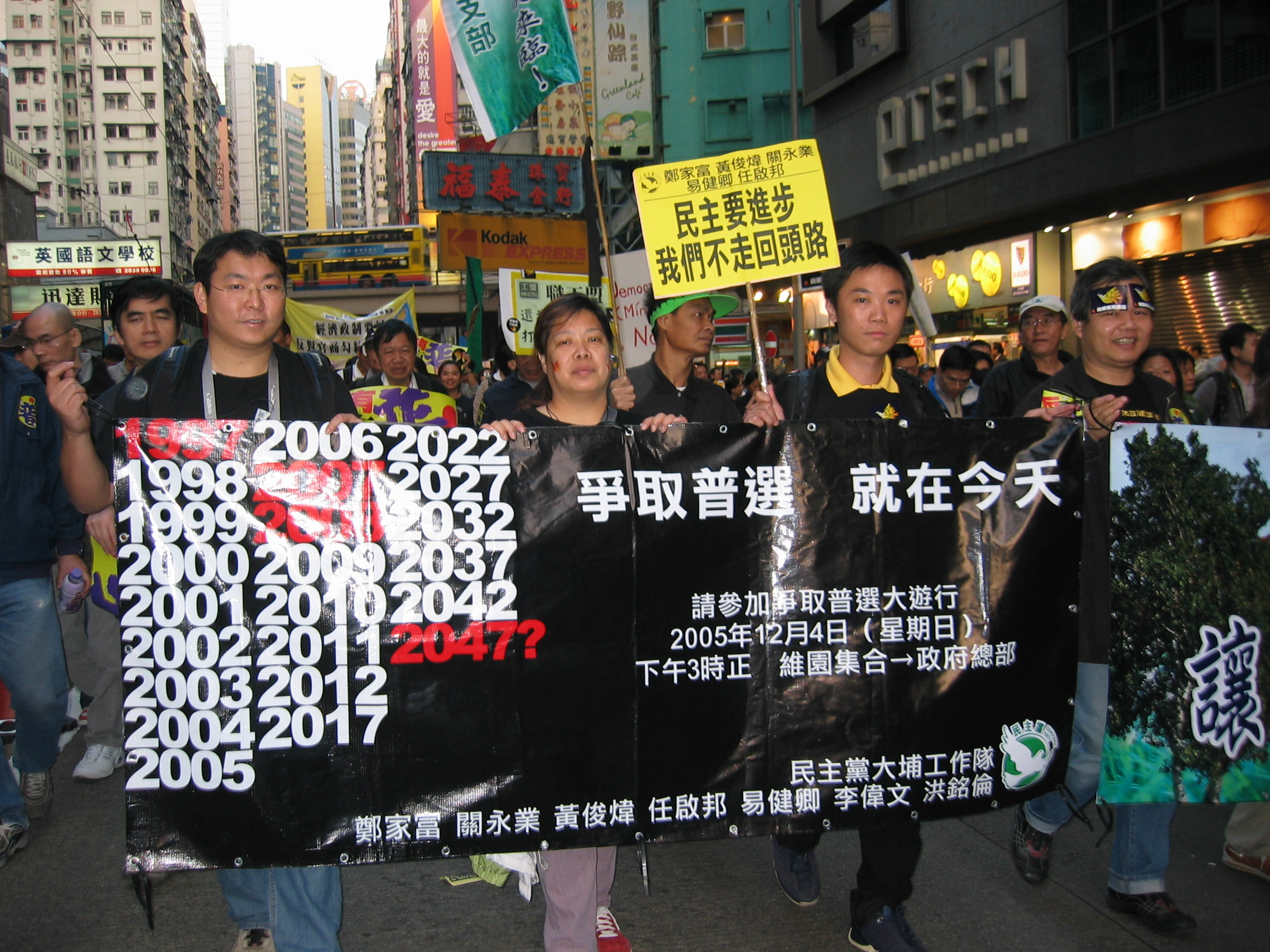
易健卿（中）出席124爭取普選大遊行時的相片

| 前任： 張榮輝 | 大埔區議會富亨選區 2004年—2007年 | 繼任： 王秋北 |

## 區議會公職
- 大埔區議會議員
- 環境、房屋及工程委員會委員
- 社會服務委員會委員
- 交通及運輸委員會委員